# Stazione di Gallese in Teverina
La stazione di Gallese in Teverina è una fermata ferroviaria posta sulla linea metropolitana Orte-Fiumicino aeroporto FL1, linea storica Firenze–Roma, a servizio del comune di Gallese e Corchiano.

## Storia
Porta questo nome per distinguerla dalla stazione di Gallese-Bassanello, posta sulla linea Civitavecchia–Capranica-Orte, chiusa nel 1994. Nel 2019, contestualmente all'attivazione dell'ACCM, è stata trasformata in fermata impresenziata.

## Geografia
Altitudine piazzale binari 46 m s.l.m. si trova nel comune di Gallese nella Valle del Tevere.